# François Valentijn

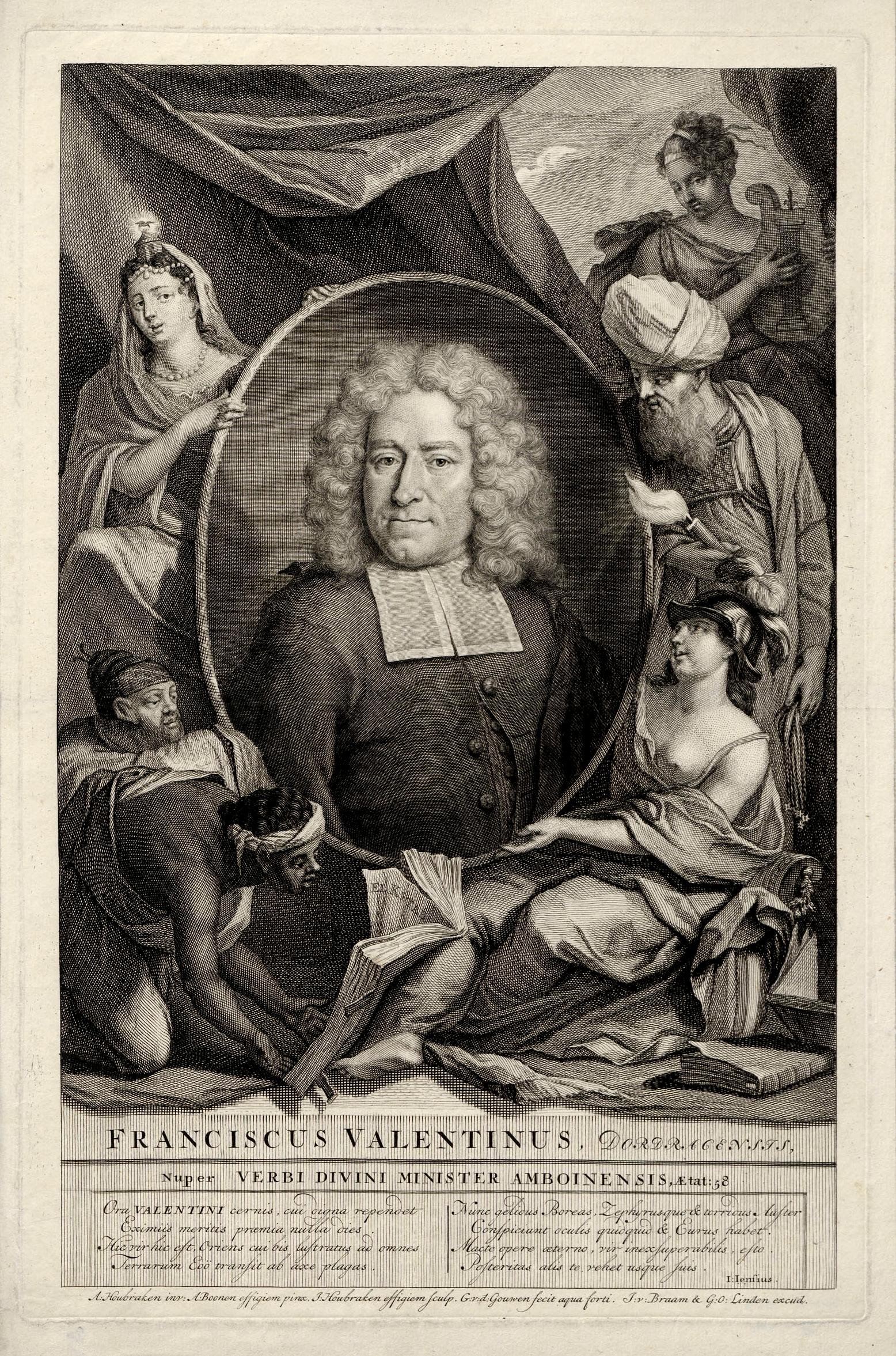
François Valentijn

François Valentijn (Dordrecht, 17 april 1666 – Den Haag, 6 augustus 1727) was een Nederlandse dominee die tweemaal is uitgezonden naar "de Oost". Eenmaal terug schreef hij Oud en Nieuw Oost-Indiën, een naar omvang en perspectief nooit weer bereikte beschrijving van Azië; hij was een goed verteller en opmerkelijk breed en precies. Zijn gegevens haalde hij (in een tijd waarin de Oostindische Compagnie nog alles geheim hield) uit alle mondelinge en schriftelijke bronnen die hij maar te pakken kon krijgen. Valentijn verheerlijkte de Nederlandse macht en het imperium in Azië. Hij was een nationalist en geldt als een zelfingenomen en ijdel historicus. Vooral de wisselwerking tussen de Europese heerschappij en het Aziatische karakter wordt in zijn werk zichtbaar.

## Leven
Zijn vader was conrector van de Latijnse school. Valentijn studeerde theologie en filosofie aan de Universiteiten van Leiden en Utrecht en werd al in 1684 aangenomen door de VOC. In 1685 vertrok hij naar Batavia. In de Kaapkolonie maakte hij kennis met Simon van der Stel; in Batavia met Johannes Camphuys. In 1685 kwam François Valentijn tijdelijk naast Cornelis van Outhoorn wonen en bespeelde het orgel, in het bezit van hem of zijn broer, Willem van Outhoorn. Hij woonde tussen 1686 en 1694 op Ambon. Hij was bevriend met Rumphius en had te maken met Balthasar Coyett. Daar ving hij aan de Bijbel in het Maleis te vertalen, maar is tegen zijn zin overgeplaatst naar Banda. In 1695 keerde hij met vrouw en (stief)kinderen terug naar Dordrecht, nadat hij zich onder zijn collega's onmogelijk had gemaakt.
In 1705 voer hij met negen familieleden opnieuw naar Java, om zijn Bijbelvertaling te bepleiten. Tussen 1707 en 1712 was hij terug op Ambon. Maar met de gouverneur van het eiland en de gouverneur-generaal Abraham van Riebeeck kreeg hij ruzie over een politieke kwestie; in 1713 werd hij ontslagen. Valentijn won een proces en het jaar daarop kon hij Batavia voortijdig verlaten. In 1714 bezocht hij Kaapstad en was er verontrust door het feit dat de Hervormde gemeente daar maar erg klein was, geen leden van het gouvernement telde en maar weinig leden van de burgerij.
Op basis van de kennis die hij tijdens de reizen van en naar Indië, tijdens zijn verblijf in Indië en nadien heeft opgedaan, heeft hij zijn magnum opus geschreven: Oud en Nieuw Oost-Indiën. Hij gebruikte daarbij de publicaties van de chirurgen Willem Schouten en Nicolaas de Graaff, onuitgegeven documenten van de Compagnie, manuscripten van Rumphius en informatie van Willem Adriaan van der Stel.

## Oud en Nieuw Oost-Indiën

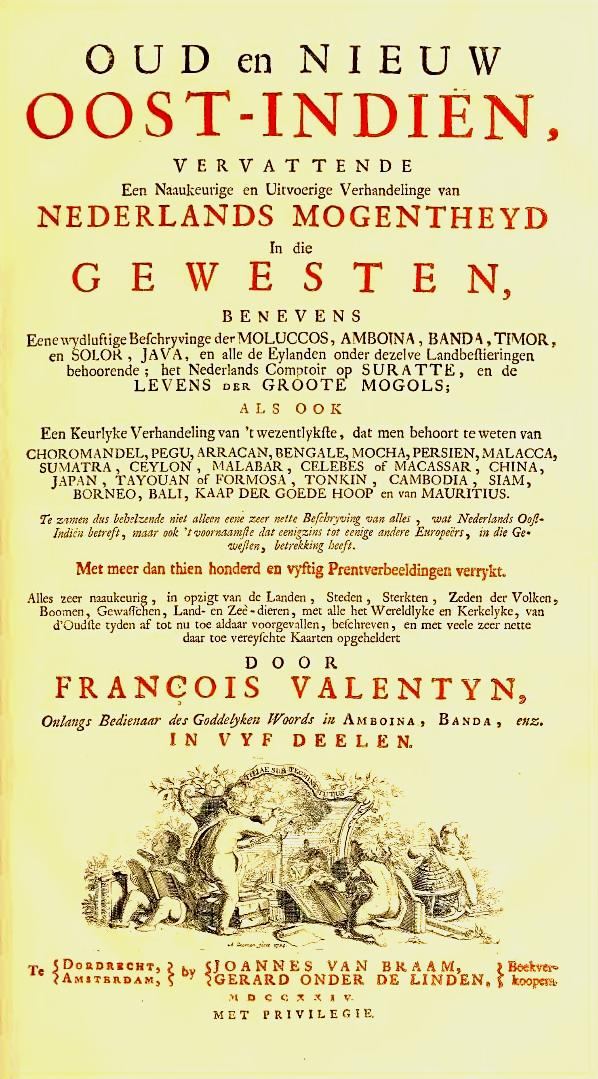

Dit werk bestaat uit vijf delen, 5144 bladzijden en 1050 illustraties en geeft een gedetailleerd overzicht van de geschiedenis van de Vereenigde Oostindische Compagnie (VOC). Hij schreef over alle gebieden waar de Nederlanders handel dreven, maar eilanden en kusten staan op de voorgrond. Het bevat allerlei geografische, historische, juridische, politieke en botanische beschrijvingen. Daarnaast geeft het werk een beeld van hoe een zeventiende-eeuwer tegen andere culturen aankeek. Het werk wordt gekenmerkt door ijdelheid, willekeur, onevenwichtigheid en het gebrek aan systematiek. De helft gaat over de Molukken; over China, de Malabarkust en Bengalen wijdt hij nauwelijks uit. Niettemin heeft 'Oud en Nieuw Oost Indiën' tot begin deze eeuw  gegolden als een standaardwerk op het gebied van de verschillende culturen van het verre Oosten. Er zijn weinig boeken waaruit zo vaak geciteerd wordt als uit Valentijn.
Ook Valentijns gevoel voor humor is befaamd. De kans om een mooi verhaal te vertellen laat hij niet snel glippen, ook al heeft het niets te maken met waar het op dat moment over gaat. Sommige beschrijvingen zoals de man die drie keer gehangen werd, zijn pure slapstick.
Illustratief is tevens de volgende passage, met daarin een beschrijving over de lokale gebruiken van hottentotten: Hoewel ik hier en daar in 't jaar 1714 nog al Hottentots en Hottentottinnen gezien hebben, welke laatsten zich veeltyds met het graven der voornoemde wortelkens bezig hielden, zynde meelt met een klein kind op den rug in eenige lappen en vellen beladen, dat zy, wanneer het schreit, maar een van haare lange borsten over den rug gewoon zijn toe te werpen.
Het gehele werk is in 2003/2004 opnieuw als facsimile uitgegeven door Uitgeverij Van Wijnen te Franeker. Hiermee is het beding in het testament van François Valentijn gebroken dat het werk nooit meer opnieuw zou worden uitgegeven.